# John McVie

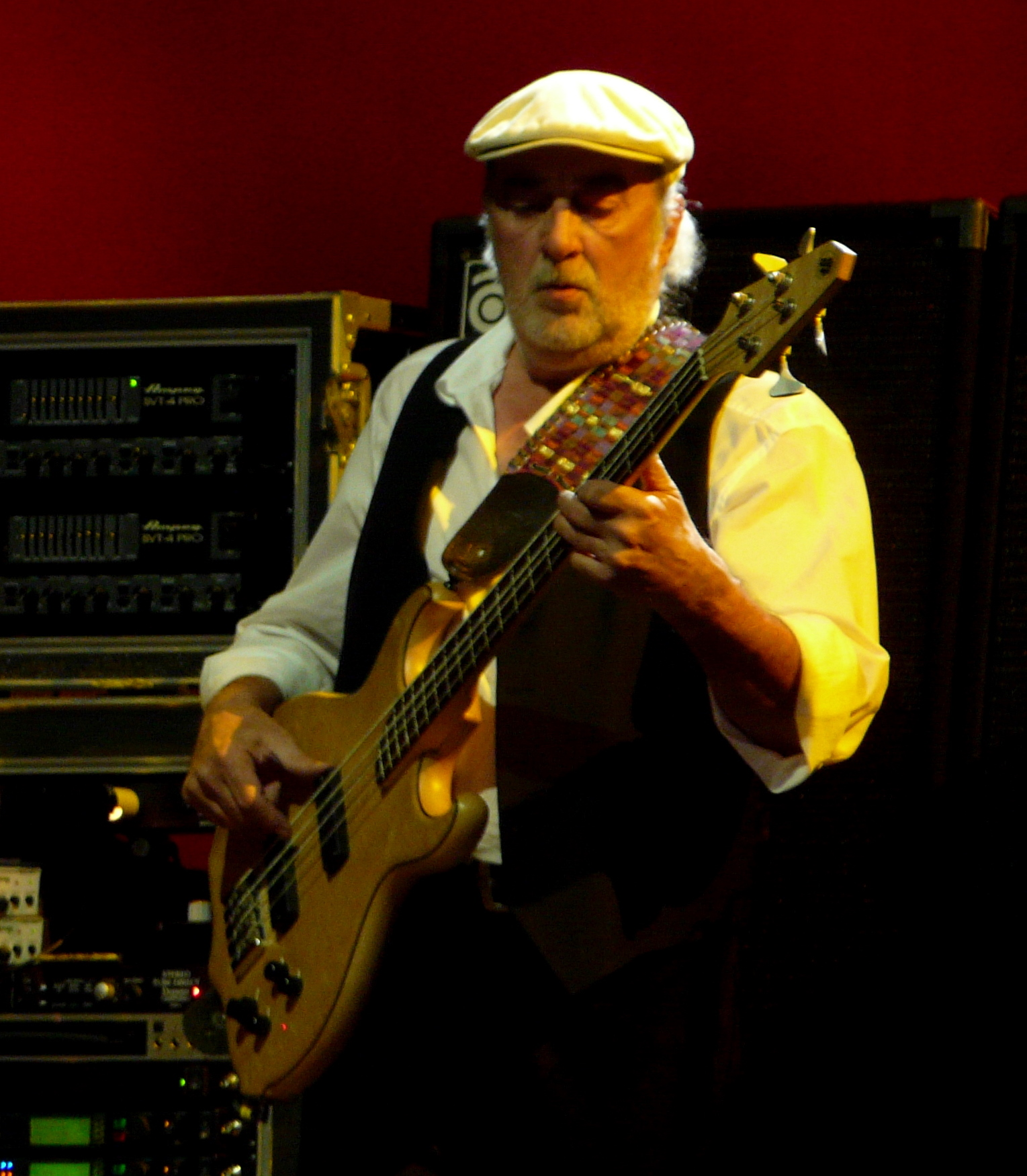
John McVie (2009)

John McVie (* 26. November 1945 in Ealing, London) ist ein britischer Rockmusiker, der vor allem als Bassist der Band Fleetwood Mac bekannt wurde.

## Karriere

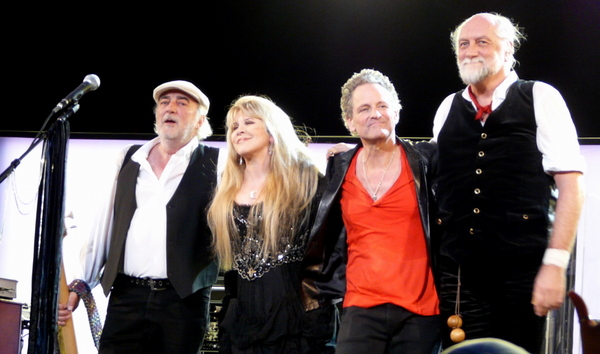
Fleetwood Mac 2009 (von links) John McVie, Stevie Nicks, Lindsey Buckingham und Mick Fleetwood

Anfang der 1960er spielte McVie Bass bei den Bluesbreakers von John Mayall. 1967 gründete er mit Peter Green (Gitarre) und Mick Fleetwood (Schlagzeug), die beide ebenfalls bei den Bluesbreakers gespielt hatten, die Band Peter Green’s Fleetwood Mac. Ihre Musik war stark Blues-orientiert.
Nach dem Ausscheiden Greens zog McVie Anfang der 1970er mit den verbleibenden Bandmitgliedern nach Los Angeles. Seine Ehe mit der Bandsängerin Christine Perfect wurde 1977 während der Aufnahmen zum Album Rumours geschieden. 1978 heiratete er Julie Ann Reubens, mit der er eine Tochter hat, Molly McVie.
1992 brachte er ein Soloalbum heraus, John McVie's Gotta Band. Mit der Fleetwood-Mac-Besetzung, die Rumours aufgenommen hatte, spielte er auf dem Ball zu Bill Clintons Amtseinführung.
Heute lebt John McVie auf Oahu, Hawaii. 1998 wurde er mit Fleetwood Mac in die Rock and Roll Hall of Fame aufgenommen.

## Diskografie

### Mit John Mayall and the Bluesbreakers
- John Mayall Plays John Mayall (1965)
- Blues Breakers, mit Eric Clapton (1966)
- A Hard Road, mit Peter Green (1967)

### Mit Peter Green’s Fleetwood Mac
- Fleetwood Mac (1968)
- Mr. Wonderful (1968)
- English Rose (1969)
- Then Play On (1969)
- Peter Green’s Fleetwood Mac’s Greatest Hits (1970)

### Mit Fleetwood Mac
- Kiln House (1970)
- Future Games (1971)
- Bare Trees (1972)
- Mystery to Me (1973)
- Penguin (1973)
- Heroes Are Hard to Find (1974)
- Fleetwood Mac (1975)
- Rumours (1977)
- Tusk (1979)
- Live (1980)
- Mirage (1982)
- Tango in the Night (1987)
- Greatest Hits (1988)
- The Blues Collection (1989)
- Behind the Mask (1990)
- 25 Years - The Chain (1992)
- Time (1995)
- The Dance (1998)
- The Very Best of Fleetwood Mac (2002)
- Say You Will (2003)
- Fleetwood Mac (Neuauflage mit Bonusmaterial) (2004)
- Rumours (Neuauflage mit Bonusmaterial) (2004)
- Tusk (Neuauflage mit Bonusmaterial) (2004)

### Solo
- John McVie’s Gotta Band, mit Lola Thomas (1992)